# Tymień, West Pomeranian Voivodeship
Tymień [ˈtɨmjɛɲ] (tiếng Đức: Timmenhagen)  là một ngôi làng thuộc quận hành chính của Gmina Będzino, thuộc quận Koszalin, West Pomeranian Voivodeship, ở phía tây bắc Ba Lan. Nó nằm khoảng 10 kilômét (6 mi) phía tây Będzino, 22 km (14 mi) phía tây Koszalin, và 121 km (75 mi) về phía đông bắc của thủ đô khu vực Szczecin.
Trước năm 1945, ngôi làng là một phần của Đức và được gọi là Timmenhagen. Sau Thế chiến II, khu vực này được đặt dưới sự quản lý của Ba Lan bởi Hiệp định Potsdam dưới những thay đổi về lãnh thổ mà Liên Xô yêu cầu. Hầu hết người Đức chạy trốn hoặc bị trục xuất và thay thế bằng người Ba Lan bị trục xuất khỏi khu vực Ba Lan do Liên Xô sáp nhập.
Tại Tymień, có một công viên gió lớn với 25 tuabin gió.
Làng có dân số 950 người.